# (500193) 2012 GP34
(500193) 2012 GP34 es un asteroide perteneciente al cinturón de asteroides, descubierto el 29 de febrero de 2012 por el equipo del Mount Lemmon Survey desde el Observatorio del Monte Lemmon, Arizona, Estados Unidos.

## Designación y nombre
Designado provisionalmente como 2012 GP34.

## Características orbitales
2012 GP34 está situado a una distancia media del Sol de 2,631 ua, pudiendo alejarse hasta 3,251 ua y acercarse hasta 2,011 ua. Su excentricidad es 0,235 y la inclinación orbital 4,794 grados. Emplea 1559,36 días en completar una órbita alrededor del Sol.
Los próximos acercamientos a la órbita de Júpiter se producirán el 7 de octubre de 2035, el 30 de marzo de 2082 y el 2 de noviembre de 2095, entre otros.

## Características físicas
La magnitud absoluta de 2012 GP34 es 18.